# Külalaid
Külalaid est une île d'Estonie en mer Baltique.

## Géographie
L'île est située à proximité de la côte Nord-Ouest d'Hiiumaa. 